# Amon Tobin

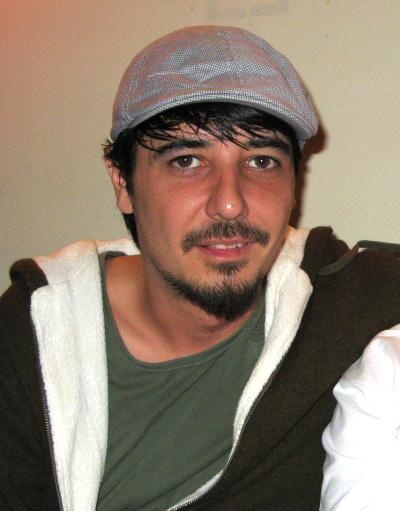
Amon Tobin voor een optreden in Boedapest, april 2007

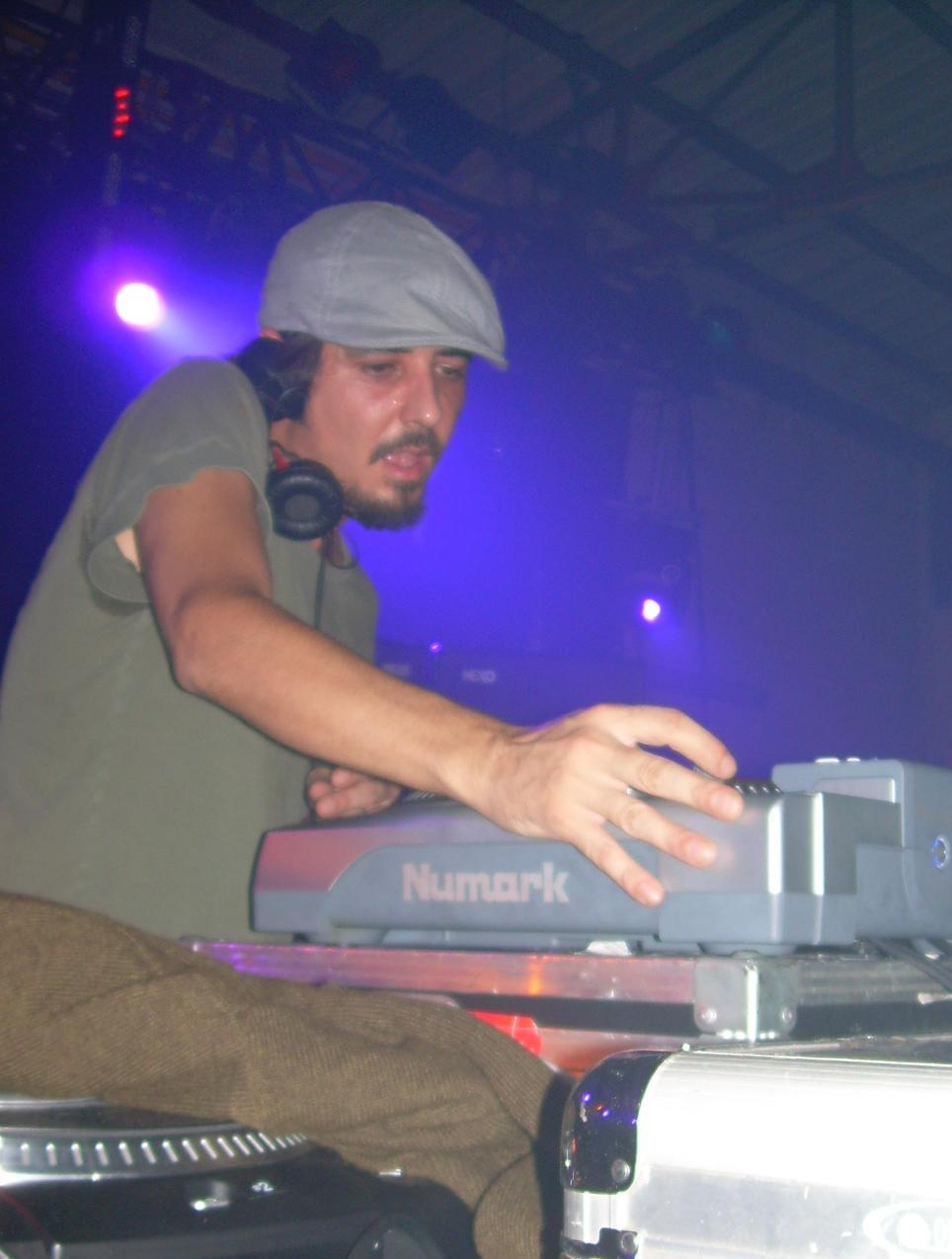
Amon Tobin in 2006

Amon Tobin (Rio de Janeiro, 7 februari 1972) is een Braziliaanse dj en producer, bekend van zijn sample-georiënteerde, soundtrack-achtige muziek waarbij ritmes en baslijnen belangrijke ingrediënten vormen. Zijn echte naam is Amon Adonai Santos de Araújo; de achternaam Tobin heeft hij geleend van zijn Ierse stiefvader.

## Biografie
Tobin groeide aanvankelijk op in Brazilië dat hij op negenjarige leeftijd verliet. Hij woonde achtereenvolgens in Marokko, Nederland, Londen, Portugal en Madeira. Als tiener vestigde Tobin zich in Brighton, waar hij zich al snel interesseerde voor hiphop, blues en jazz. Hij bracht vier ep's en het album Adventures in Foam uit onder de naam Cujo, een naam die hij ontleende aan een boek van Stephen King. In 1996 werd hij ontdekt door het Britse platenlabel Ninja Tune, waar hij sindsdien al zeven albums onder eigen naam uitbracht.

## Discografie

### Albums
1. Adventures in Foam (Ninebar, 1996) (als Cujo) (heruitgave bij Ninja Tune, 2002)
2. Bricolage (Ninja Tune, 1997)
3. Permutation (Ninja Tune, 1998)
4. Supermodified (Ninja Tune, 2000)
5. Out from Out Where (Ninja Tune, 2002)
6. Splinter Cell: Chaos Theory - Soundtrack (Ninja Tune, 2005)
7. Foley Room (Ninja Tune, 2007)
8. ISAM (Ninja Tune, 2011)

### Samenwerkingsprojecten en liveoptredens
1. Verbal Remixes & Collaborations (2003)
2. Solid Steel Presents Amon Tobin: Recorded Live (Ninja Tune, 2004)
3. Peeping Tom (Ipecac, 2006)[2]
4. Two Fingers - Untitled (2008). Een productie die voortvloeit uit de samenwerking met Doubleclick. Bij het project is eveneens een MC betrokken.
5. Two Fingers - Instrumentals (Big Dada/Paper Bag Records, 2009)
6. Foley Room Live in Brussels (2008)(Self release from Amontobin.com)
7. inFAMOUS: Original Soundtrack van het videospel (Sony Computer Entertainment, 2009). In samenwerking met Jim Dooley, Mel Wesson, JD Mayer, Martin Tillman, & Working for a Nuclear Free City.
8. Split The Atom by Noisia 2010 - Sunhammer ft. Amon Tobin (Mau5trap Recordings)

### (Muziek)videos
1. "4 Ton Mantis" (2000) (Floria Sigismondi)
2. "Slowly" (2000)
3. "Verbal" (2002) (Alex Rutterford)
4. "Proper Hoodidge" (2002) (Corine Stübi)
5. "El Cargo" (2005) (Hexstatic)

### Singles en ep's
1. Curfew (1995) (als Cujo)
2. The Remixes (1996) (als Cujo)
3. Creatures (1996)
4. Chomp Samba (1997)
5. Mission (1997)
6. Pirahna Breaks (1997)
7. Like Regular Chickens (Danny Breaks & Dillinja Remixes) (1998)
8. 4 Ton Mantis (2000)
9. Slowly (2000)
10. East To West (2002)
11. Verbal (2002)
12. Angel Of Theft (2004) (als Player)
13. The Lighthouse (2005)
14. Bloodstone EP (2007)
15. Hey Mr. Tree (2010)
16. Dark Jovian (2015)

### B-Sides/Other Tracks
1. Shiny Things (Uit Creatures)
2. Daytrip (From Creatures)
3. Tabukula Beach Resort (Uit Mission)
4. Piranha Breaks (Uit Piranha Breaks)
5. Sub Tropic (Uit Piranha Breaks)
6. Hot Pursuit (Uit Piranha Breaks)
7. Melody Infringement (Uit compilatie van Ninja Cuts: Funkungfusion)
8. Yards (Uit 4 Ton Mantis)
9. Bad Sex (Uit Slowly)
10. Down & To The Left (Uit compilatie Xen Cuts)
11. East To West (Uit East To West)
12. Sirens (Uit East To West)
13. Cougar Merkin (Uit Verbal)
14. The Whole Nine (Uit Verbal)
15. El Chimi (Uit Verbal)
16. The Last Minute (Uit The Last Minute Soundtrack)
17. Here Comes The Moon Man (Uit Bloodstone)
18. Bad Girl (featuring Cecile (Als 60 Hz)
19. Delpher (Digitale uitgave - monthly joint)
20. Shut Down (Digitale uitgave - monthly joint)
21. It's A Lovely Night (Digitale uitgave - monthly joint)
22. Trickstep (Digitale uitgave - monthly joint)
23. Eight Sum (Digitale uitgave - monthly joint)
24. At Work (Digitale uitgave - monthly joint)
25. Technique (Digitale uitgave - monthly joint)
26. Dualistic (Digitale uitgave - monthly joint)
27. Venus Hendrix Live Mix (Digitale uitgave - freebie)
28. Slayer Boot (Digitale uitgave - freebie)
29. In the dark intermission (Digitale uitgave - freebie)
30. Overwhelming forces (Digitale uitgave - freebie)
31. Machine Gun Noisia Remix

### Video links
- Ninjatune record label provide access to music videos

- Biblioteca Nacional de España: XX5092399
- Bibliothèque nationale de France: cb14044228f (data)
- Gemeinsame Normdatei: 1155623703
- International Standard Name Identifier: 0000 0001 2017 7960
- Library of Congress Control Number: no2003048004
- MusicBrainz: 630662ea-1c7d-4208-99fd-ba3afec20f0c
- Nationale Bibliotheek van Tsjechië: xx0033364
- Système universitaire de documentation: 132240475
- Virtual International Authority File: 42041673
- WorldCat: E39PBJc7TWWd37BH6f9bvVJFKd